# Marsnik 1
Marsnik 1 (ook: Marsnik 1960A (Russisch: Марс 1960A) of Korabl 4 (Russisch: Корабль-4)) was een onbemande Russische ruimtevlucht uit 1960. Deze missie vormde de eerste poging van de mensheid om de planeet Mars te bereiken. Diverse directbetrokkenen gaven aan niet van deze vlucht op de hoogte te zijn, echter hoofdontwerper V.G. Perminov verklaarde dat het wel degelijk een Marsvlucht betrof. Deze sonde moest samen met Marsnik 2 in oktober 1960 op weg gaan naar de rode planeet, doch de lancering mislukte.

## Missiedoelen
Deze missie had meerdere doelen. Hij diende als proefvlucht om de uitwerking van de omstandigheden in de ruimte op de instrumenten te bezien. Daarbij was vooral radioverkeer op lange afstand cruciaal. Verder moest deze sonde de interplanetaire ruimte tussen de Aarde en Mars onderzoeken. Het belangrijkst was uiteraard in functionerende toestand de rode planeet bereiken, opnames maken en andere metingen verrichten tijdens de passage. In deze eerste jaren stond de ruimtevaarttechniek op een dermate laag peil dat ruimtevaartuigen niet in een baan om Venus of Mars konden worden gebracht. Afremmen om in een omloopbaan te geraken vereiste veel (zware) brandstof en daarvoor was het draagvermogen van de toenmalige raketten niet toereikend.

## Opbouw
Deze sonde was praktisch identiek aan Venera 1. Het twee meter hoge cilindervormige toestel bezat twee zonnepanelen, was uitgerust met een schotelantenne van 2,33 m diameter en beschikte ook over een staafantenne. Dit vaartuig woog 650 kg, waarvan slechts 10 kg nuttige lading. De meeste instrumenten hingen aan de buitenkant. Marsnik 1 voerde een kosmische stralingsmeter, radiometer, plasma-ionenvanger, een op een mast bevestigde magnetometer, een spectroreflectometer en een micrometeorietendetector mee. De tv-camera zat in een afgesloten behuizing met patrijspoort. Een lichtgevoelige sensor moest de door de zon beschenen zijde van Mars opmerken; vervolgens startte de sonde automatisch met foto's nemen. Radiosignalen van de Aarde hielden de antennes op Aarde gericht. Opnames van Mars zouden via de schotelantenne worden overgeseind, die ook voor ontvangst van instructies diende en tevens voor melding van de technische toestand aan boord.
Middels een zon- en sterrenzoeker hield de sonde zijn twee zonnepanelen op de zon gericht. Die besloegen ieder een oppervlakte van 2 m²; de opgewekte stroom sloeg het vaartuig op in zilver/zink accu's. De sonde gebruikte een hypergole brandstofmix van dimethylhydrazine (UDMH) met salpeterzuur. De Molniya draagraket beschikte over een extra vierde trap.

## Lancering mislukt
Marsnik 1 werd gelanceerd op 10 oktober 1960 vanaf Tjoeratam te Bajkonoer. Er zijn twee lezingen waarom het fout liep. Volgens NASA functioneerden de eerste en tweede trap normaal, bij de ontsteking van de derde trap ging het echter mis. De brandstofpompen konden onvoldoende vermogen ontwikkelen om ontbranding van de motoren te bewerkstelligen. Het bereiken van een parkeerbaan was zo niet mogelijk. De missie van Marsnik 1 eindigde voortijdig, toen hij vanaf 120 km hoogte terugviel in de dampkring. Volgens Andrew LePage veroorzaakten zware trillingen storing in de standregeling van de draagraket, waardoor deze neerstortte in oostelijk Siberië. Dit kan tevens het verschil in gewicht tussen Marsnik 1 en 2 verklaren. De optimale datum tijdens dit lanceervenster was verstreken; dit hield in dat de ontwerpers het toestel lichter moesten maken.